# Горне-Дубово
Горне-Дубово (серб. Горње Дубово / Gornje Dubovo) — село в общине Вишеград Республики Сербской Боснии и Герцеговины. Население составляет 29 человек по переписи 2013 года.